# Prix Charles Vildrac
Der Lyrik-Preis Prix Charles Vildrac, wurde von der Société des gens de lettres (SGDL) von 1973 bis 2015 jährlich jeweils im Frühjahr im Rahmen der Session de Printemps verliehen. Er zeichnete einen Gedichtband eines französischen oder französischsprachigen Dichters aus und war seit 1993 mit 1.500 € dotiert. Er wurde durch den Grand Prix SGDL de poésie ersetzt, der seit 2017 mit 4000 € dotiert ist.
Namensgeber war der französische Lyriker und Dramatiker Charles Vildrac.

## Preisträger
| Jahr | Autor                               | Werk                                           |
| ---- | ----------------------------------- | ---------------------------------------------- |
| 1973 | Jean Orizet                         | Silencieuse entrave au temps                   |
| 1974 | Javotte Martin                      | La Fête consumée                               |
| 1975 | Christian Bachelin                  | Ballade transmentale                           |
| 1976 | Denise Grappe                       | 7x9 Microcosmes                                |
| 1977 | Jean-Claude Walter                  | Récit du temps qui brûle                       |
| 1978 | Richard Rognet                      | L'Epouse émiettée                              |
| 1979 | Yves-Emmanuel Dogbe                 | Le Divin amour suivi de Paix et Bonheur        |
| 1980 | Guy Valensol                        | Le Pubertaire                                  |
| 1981 | Anne-Marie Derèse                   | Nue sous un manteau de paroles                 |
| 1982 | Henri Droguet Jacques Terrien       | Le Contre-dit Profonds jardins                 |
| 1983 | Danièle Auray                       | Le Sang du silence                             |
| 1984 | Joseph-Paul Schneider               | Pays-signe                                     |
| 1985 | Jean-Louis Maunoury                 | Alarmes blanches                               |
| 1986 | Michel Talon                        | Désir sans mémoire                             |
| 1987 | nicht vergeben                      |                                                |
| 1988 | Christine Guénanten Philippe Mathy  | Un ange à la fenêtre Rue Brisée                |
| 1989 | nicht vergeben                      |                                                |
| 1990 | nicht vergeben                      |                                                |
| 1991 | nicht vergeben                      |                                                |
| 1992 | Dominique Joubert                   | Les Paulownias de la place d'Italie            |
| 1993 | Claude de Burin                     | Le Passager                                    |
| 1994 | Amina Saïd                          | L'une et l'autre nuits                         |
| 1995 | Alain Suied                         | Le Premier regard                              |
| 1996 | Odile Caradec                       | Citron rouge                                   |
| 1997 | Yves Broussard                      | La Vie interprétée                             |
| 1998 | Yannick Liron                       | L'Effet fantôme                                |
| 1999 | Gérard de Cortanze                  | Le Mouvement des choses                        |
| 2000 | Pierrette Micheloud                 | Poésies 1945-1993                              |
| 2001 | Ludovic Janvier                     | Doucement avec l'ange                          |
| 2002 | Jean Laugier                        | Ce Lumineux foutoir                            |
| 2003 | Robert Marteau                      | Rites et Offrandes                             |
| 2004 | Philippe de Boissy                  | Jubilations du désert                          |
| 2005 | Mohamed Grim                        | Chemin d'exil                                  |
| 2006 | Jacques Ancet                       | Diptyque avec une ombre                        |
| 2007 | Max Alhau                           | Proximité des lointains                        |
| 2008 | Azadée Nichapour Daniel de Bruycker | Parfois la Beauté Prière les mains dans le dos |
| 2009 | Hélène Dorion                       | Le Hublot des heures                           |
| 2010 | Jacques Tornay                      | Gains de causes                                |
| 2011 | Claude Beausoleil                   | Black Billie                                   |
| 2012 | Brigitte Gyr                        | Parler nu                                      |
| 2013 | Fabienne Courtade                   | Le même geste                                  |
| 2014 | Jean Maison                         | Le Boulier cosmique                            |
| 2015 | François Bordes                     | Le logis des passants de peu de biens          |